# Забави на хуторі (фільм)
Скотний двір (англ. Barnyard Flirtations) — американська короткометражна кінокомедія Роско Арбакла 1914 року.

## У ролях
Роско ’Товстун’ Арбакл — поліцейський